# Starostwo ujskie
Starostwo ujskie – starostwo w województwie poznańskim I Rzeczypospolitej, obejmujące ziemie obecnych powiatów pilskiego, złotowskiego, chodzieskiego, czarnkowsko-trzcianeckiego i wałeckiego. Graniczyło ze starostwem wałeckim na zachodzie, Księstwem Pomorskim na północy i dobrami szlacheckimi z pozostałych stron.

## Historia

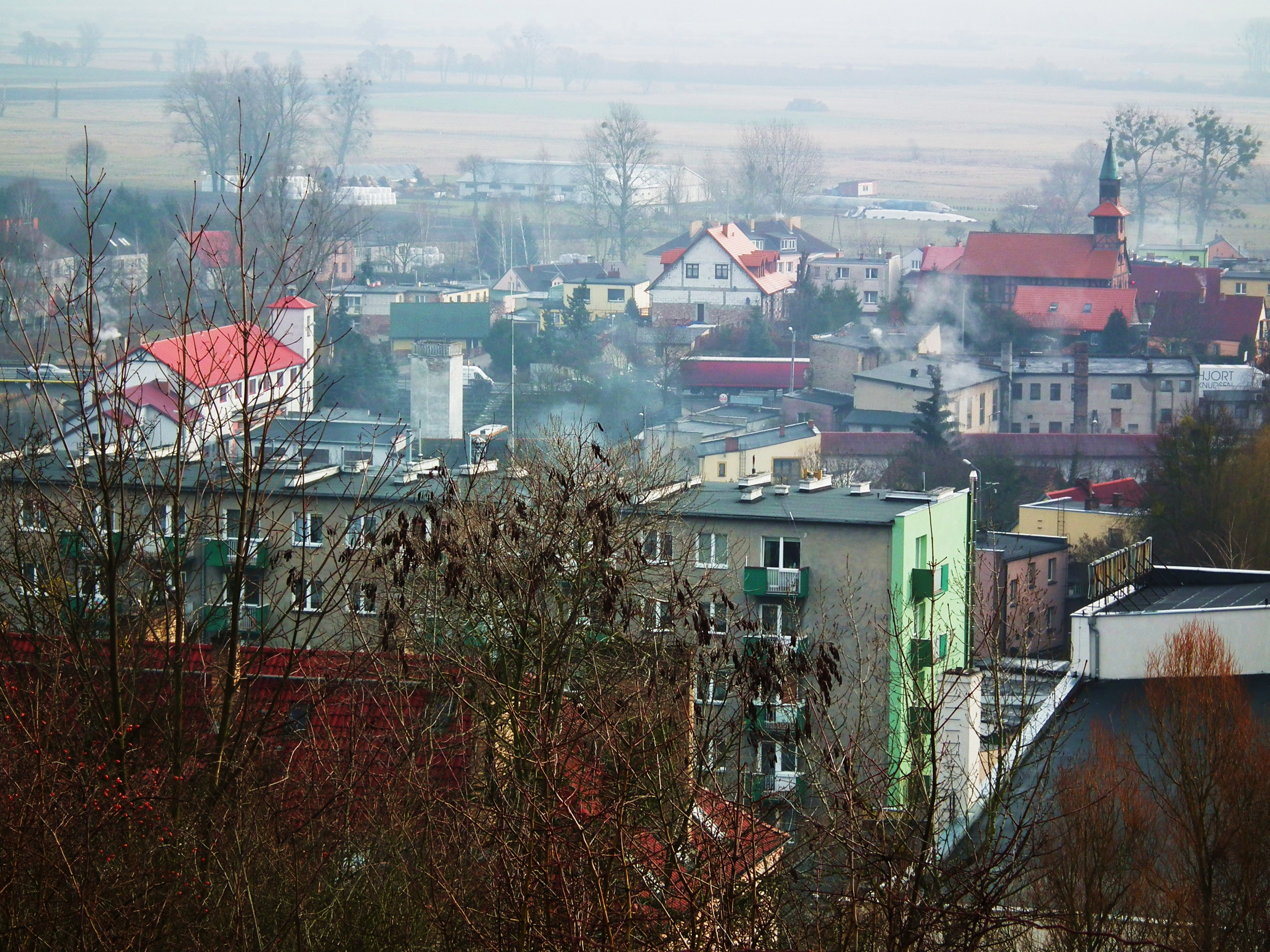
Ujście (pierwsza siedziba starostwa)

Starostwo rozciągało się na osi północ-południe wzdłuż Gwdy, od Podanina na południu po Jastrowie oraz Radawnicę na północy, od Czechynia i Pokrzywnicy na zachodzie po Zelgniewo na wschodzie i powstało najprawdopodobniej na przełomie XIV i XV wieku, kiedy to po raz pierwszy pojawiła się w dokumentach funkcja lokalnego starosty, którym był Maciej Danaborski (właściciel Krajenki). Obszar jednostki wynosił wówczas około 1000 km². W XVI wieku został on bezkarnie umniejszony do około 840 km² przez okoliczną szlachtę, która częściowo przywłaszczyła sobie część jego terenów.
Na początku siedzibą starostwa było Ujście. W początku XVII wieku starosta Mikołaj Kołaczkowski przeniósł ją do Łubianki, gdzie pozostała do końca istnienia tej królewszczyzny (1772). W 1669 oderwano od jednostki klucz zelgniewski, stanowiący następnie, oddzielone wodami Gwdy, starostwo zelgniewskie w województwie kaliskim (200 km²). Najstarszymi osadami starostwa były: Ujście, Stobno, Brodna, Śmiłowo, Zelgniewo, Rataje i Podanin. Pierwsza wzmianka o Pile pochodzi z 1451.
W XVII wieku starostwo wydawano jako oprawę (zabezpieczenie posagu) dla królowych. W 1609 otrzymała je Konstancja (żona Zygmunta III Wazy), w 1638 Cecylia Renata (żona Władysława IV), a w 1646 jego druga żona, Ludwika Maria. W 1670 przeszło ono do Eleonory, żony Michała Korybuta Wiśniowieckiego.
Na obszarze starostwa nie było dobrych gleb (głównie piaski i szczerki). Lepsze gleby znajdowały się tylko w rejonie Kotunia i Rataj. Teren obfitował w lasy (70% powierzchni), rzeki (m.in. Gwda i Noteć) i jeziora (osiemnaście dużych). W XVI wieku zarośla zajmowały 15% powierzchni, łąki i pastwiska 13%, a ziemie uprawne tylko 2%. Dzięki dynamicznemu rozwijaniu osadnictwa w połowie XVII wieku powierzchnia lasów zmalała do 40%, a ziem uprawnych wzrosła do 12%. Praktycznie wszyscy osadnicy od zapoczątkowania tego procesu do 1600 byli Polakami (do 1560 głównie z Wielkopolski). Od 1560 do 1602 ożywiona akcja osadnicza miała miejsce w północnych częściach starostwa, tuż przy granicy z Księstwem Pomorskim. W 1560 lokowano Jastrowie, co zwiększyło liczbę miast do trzech. Niewielka część Niemców przybywała tu z Brandenburgii i Pomorza Zachodniego, w części przypadków ulegając polonizacji. Po 1602 akcja osadnicza zastopowała, choć ciągle wyszukiwano jeszcze miejsca o stosunkowo dobrych warunkach do osiedlania się. W czasie III wojny północnej, w wyniku nieplanowanej akcji, napłynęło wielu Niemców, co zainicjowało niekorzystne dla Polaków zmiany narodowościowe.

## Zmiany narodowościowe
Liczba Polaków i Niemców na terenie starostwa:
| Miejscowość     | % Polaków w 1692 | % Niemców w 1692 | % Polaków w 1773 | % Niemców w 1773 |
| --------------- | ---------------- | ---------------- | ---------------- | ---------------- |
| Motylewo        | 53               | 47               | 10               | 90               |
| Kuźnica Pilska  | 100              | –                | nn               | nn               |
| Nowa Wieś Ujska | 81               | 19               | 8                | 92               |
| Podanin         | 10               | 90               | –                | 100              |
| Łubianka        | 100              | –                | 30               | 70               |
| Rataje          | 100              | –                | 10               | 90               |

## Liczba ludności
Liczba ludności starostwa w poszczególnych latach:
| Rok  | Liczba ludności wiejskiej | Liczba ludności miejskiej |
| ---- | ------------------------- | ------------------------- |
| 1510 | 995                       | nn                        |
| 1564 | 1615                      | 1338                      |
| 1569 | 2085                      | 1656                      |
| 1580 | 2585                      | 1815                      |
| 1607 | 4570                      | 3778                      |
| 1627 | 4615                      | 3978                      |
| 1631 | 4555                      | 3186                      |
| 1635 | 3765                      | 2466                      |
| 1661 | 2760                      | 1644                      |
| 1673 | 3923                      | 2320                      |
| 1681 | 2829                      | 1974                      |
| 1692 | 3975                      | 2300                      |
| 1710 | 1138                      | 504                       |
| 1773 | 5859                      | 3288                      |

## Starostowie[1]
Kolejni magnaci, starostowie ujscy:

- Maciej Danaborski,
- Piotr Korzbok,
- Marcin ze Sławska,
- Maciej Opaliński,
- Ścibor z Poniecu,
- Jan Gomoliński,
- Hieronim Mosiński,
- Andrzej Górka,
- Stanisław Łaski,
- Stanisław Górka,
- Piotr Potulicki,
- Wojciech Gajewski,
- Mikołaj Kołaczkowski,
- Stefan Grudziński,
- Zygmunt Grudziński,
- Mikołaj Grudziński,
- Mikołaj Breza,
- Stanisław Krzycki,
- Krzysztof Grzymułtowski,
- Andrzej Gembicki,
- Adam Naramowski,
- Stanisław Naramowski,
- Barbara Naramowska,
- Mikołaj Święcicki,
- Jerzy Mniszch